# Ronald Sega
Ronald Michael Sega (Macedonia, 4 december 1952) is een Amerikaans voormalig ruimtevaarder. Sega zijn eerste ruimtevlucht was STS-60 met de spaceshuttle Discovery en vond plaats op 3 februari 1994. Het was de eerste Spaceshuttlemissie naar het Russische ruimtestation Mir van de Discovery.
Sega maakte deel uit van NASA Astronaut Group 13. Deze groep van 23 astronauten begon hun training in januari 1990 en werden in juli 1991 astronaut. In totaal heeft Sega twee ruimtevluchten op zijn naam staan. In 1996 verliet hij NASA en ging hij als astronaut met pensioen. 